# Brsečine
Brsečine so naselje na Hrvaškem, ki upravno spada pod mesto Dubrovnik; le-ta pa spada pod Dubrovniško-neretvansko županijo.
Naselje leži okoli 22 km severozahodno od Dubrovnika nad istoimenskim zalivom v Koločepskem kanalu med staro in novo cesto D-8 Split-Dubrovnik. Od obale je oddaljeno okoli 1 km. V naseju stojita cerkev sv. Đurđa in ruševine kapele sv. Stjepana. V zalivu Brsečine stoji poletni dvorec družine Zuzorić iz 16. stoletja. Na ravnici nad zalivom v parku pa utrjeni poletni dvorec iz 17. stoletja in cerkvijo sv. Ane iz 18. stoletja. Ta dvorec je bil v lasti plemiške družine Ohmučevčić-Bizzaro.

## Demografija
| Pregled števila prebivalcev po letih | Pregled števila prebivalcev po letih | Pregled števila prebivalcev po letih | Pregled števila prebivalcev po letih | Pregled števila prebivalcev po letih | Pregled števila prebivalcev po letih | Pregled števila prebivalcev po letih | Pregled števila prebivalcev po letih | Pregled števila prebivalcev po letih | Pregled števila prebivalcev po letih | Pregled števila prebivalcev po letih | Pregled števila prebivalcev po letih | Pregled števila prebivalcev po letih | Pregled števila prebivalcev po letih | Pregled števila prebivalcev po letih |
| ------------------------------------ | ------------------------------------ | ------------------------------------ | ------------------------------------ | ------------------------------------ | ------------------------------------ | ------------------------------------ | ------------------------------------ | ------------------------------------ | ------------------------------------ | ------------------------------------ | ------------------------------------ | ------------------------------------ | ------------------------------------ | ------------------------------------ |
| 1857                                 | 1869                                 | 1880                                 | 1890                                 | 1900                                 | 1910                                 | 1921                                 | 1931                                 | 1948                                 | 1953                                 | 1961                                 | 1971                                 | 1981                                 | 1991                                 | 2001                                 |
| 309                                  | 266                                  | 238                                  | 233                                  | 208                                  | 192                                  | 172                                  | 168                                  | 157                                  | 142                                  | 135                                  | 105                                  | 91                                   | 85                                   | 77                                   |